# 杰克·马尔赫恩
杰克·马尔赫恩（英語：Jack Mulhern，1927年7月18日—2007年9月19日），马萨诸塞州人，美国男子冰球运动员。他曾代表美国国家队参加1952年冬季奥林匹克运动会冰球比赛，获得一枚银牌。